# Joseph Cotten
Joseph Cheshire Cotten Jr. (Petersburg, 15 maggio 1905 – Los Angeles, 6 febbraio 1994) è stato un attore statunitense.

## Biografia
Nato a Petersburg in Virginia, primo dei tre figli di Joseph Chesire Cotten Sr., vice-direttore di un ufficio postale e Sally Wilson Cotten, dopo essersi diplomato a Washington, Cotten lavorò come agente pubblicitario e studiò recitazione alla Hickman School. Il suo successivo lavoro di critico teatrale lo coinvolse sempre più sul palcoscenico, dove partecipò a diverse produzioni, prima in Virginia e poi a New York, debuttando a Broadway nel 1930.

### La collaborazione con Orson Welles

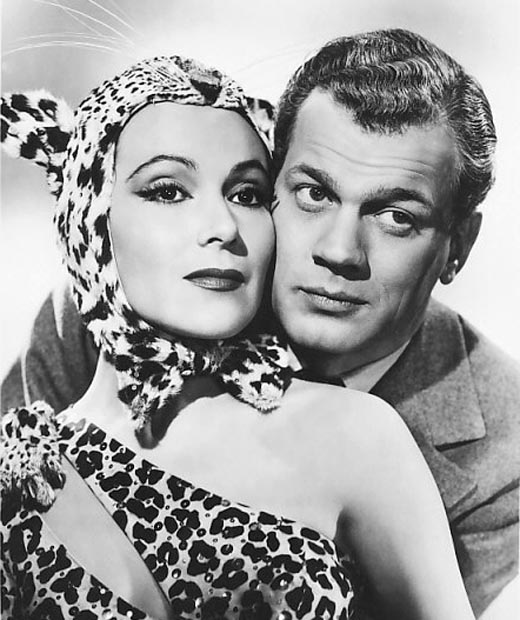
Joseph Cotten con Dolores del Río in una foto promozionale del film Terrore sul Mar Nero (1943)

Nel 1937 Cotten, diventato amico del produttore e regista Orson Welles, si unì alla compagnia del Mercury Theatre, creata dallo stesso Welles, che lo fece partecipare agli allestimenti teatrali del suo Giulio Cesare. Il debutto nel cinema avvenne in una pellicola di Welles, Too Much Johnson (1938), ripresa da una trascrizione per il teatro di William Gillette del 1890.
Cotten fece ritorno a Broadway nel 1939, interpretando il personaggio di C.K. Dexter Haven in The Philadelphia Story, allestimento teatrale di Philip Barry. Dopo il clamoroso successo dello scherzo radiofonico de La guerra dei mondi, Orson Welles ottenne un ottimo contratto con la RKO Pictures. Godendo della più ampia libertà nella scelta degli interpreti dei suoi film, Welles fece in modo di richiamare a sé tutti i suoi vecchi collaboratori della Mercury Company. Tuttavia, dopo un anno dalla firma del contratto, nessuna pellicola era ancora stata realizzata dal regista. Ciò scatenò le ire della casa di produzione, che costrinse Welles a collaborare con il noto scrittore Herman J. Mankiewicz per la creazione di una prima sceneggiatura.
Nel 1940 iniziarono le riprese della celebre pellicola Quarto potere, che narrava la storia di un famoso magnate della stampa (interpretato dallo stesso Welles) che inizia la sua carriera come un giovane idealista per tramutarsi in un vecchio uomo d'affari solitario e corrotto; nella pellicola Cotten interpretò il ruolo di Jedediah Leland, il migliore amico di Kane. Quando comparve sugli schermi, il 1º maggio 1941, Quarto potere, ispirato in parte al personaggio di William Randolph Hearst, non ebbe un grande successo di critica, per il semplice motivo che il vero Hearst possedeva gran parte delle testate giornalistiche, le quali evitarono dietro suo ordine di occuparsi del film. Tuttavia nel 1942 la pellicola guadagnò ben nove candidature al Premio Oscar, ma vinse solamente il premio per la migliore sceneggiatura.
Nonostante la fama di Welles quale regista impossibile e ipercritico con i suoi attori, Cotten continuò la sua amicizia e collaborazione con lui anche dopo Quarto potere. Fu così che un anno dopo Cotten interpretò L'orgoglio degli Amberson (1942), adattato e prodotto dallo stesso Welles e al fianco di Agnes Moorehead. Preoccupata per lo scarso successo commerciale del precedente film, la RKO prese il controllo del montaggio e procedette al taglio di almeno un'ora della pellicola originale, ma il film fu comunque ben accolto dalla critica cinematografica. Nonostante la sua ottima interpretazione, Cotten fu ignorato dall'Academy Award, mentre la sua partner Agnes Moorehead ottenne la candidatura quale migliore attrice. Nel 1943 Cotten lavorò nel thriller anti-nazista Terrore sul Mar Nero, del quale scrisse la sceneggiatura con l'aiuto del suo amico Orson Welles, che produsse ed interpretò il film.
Successivamente interpretò numerosi film di successo sotto la guida di registi importanti, in particolare Alfred Hitchcock che gli affidò un memorabile ruolo di psicopatico nell'eccellente L'ombra del dubbio (1943), e accanto alle maggiori dive di Hollywood fra le quali Ingrid Bergman in Angoscia (1944) e Il peccato di Lady Considine (1949), Jennifer Jones in Da quando te ne andasti (1944), Gli amanti del sogno (1945), Duello al sole (1946) e Il ritratto di Jennie (1948), e Marilyn Monroe nel celebre dramma Niagara (1953). Cotten tornò inoltre a lavorare con Welles nel noir Il terzo uomo (1949) di Carol Reed, in cui interpretò il ruolo dello scrittore Holly Martins.

### Gli ultimi anni
L'8 giugno 1981 Cotten ebbe un attacco di cuore seguito da un ictus che colpì il centro del linguaggio del suo cervello. Iniziò anni di terapia riabilitativa che col tempo gli permise di parlare di nuovo. Nel 1990 gli venne rimossa la laringe a causa del cancro. L'attore morì il 6 febbraio 1994 di polmonite all'età di 88 anni. Fu sepolto nel cimitero di Blandford a Petersburg in Virginia.

## Filmografia

### Cinema

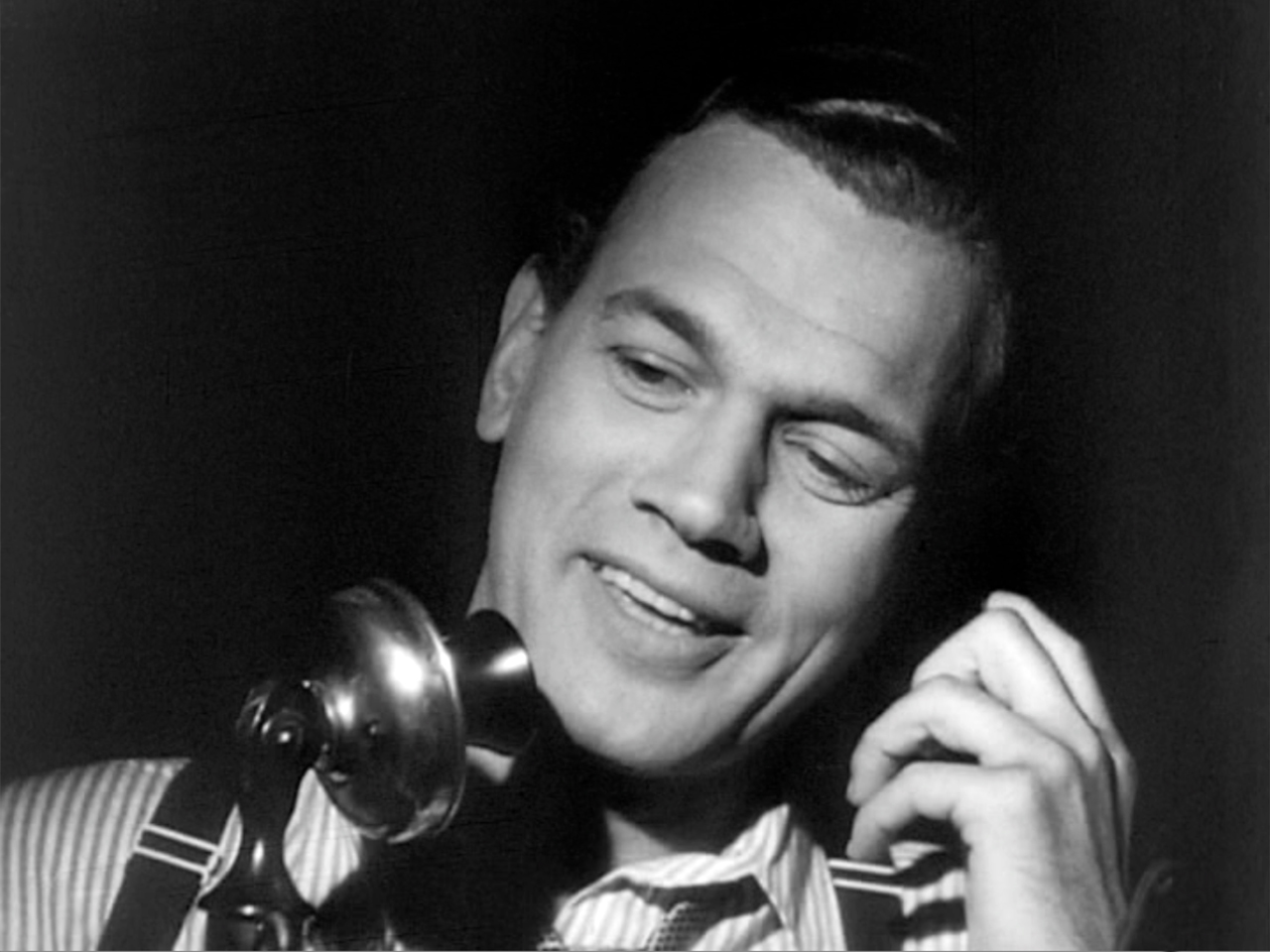
Joseph Cotten in Quarto potere (1941)

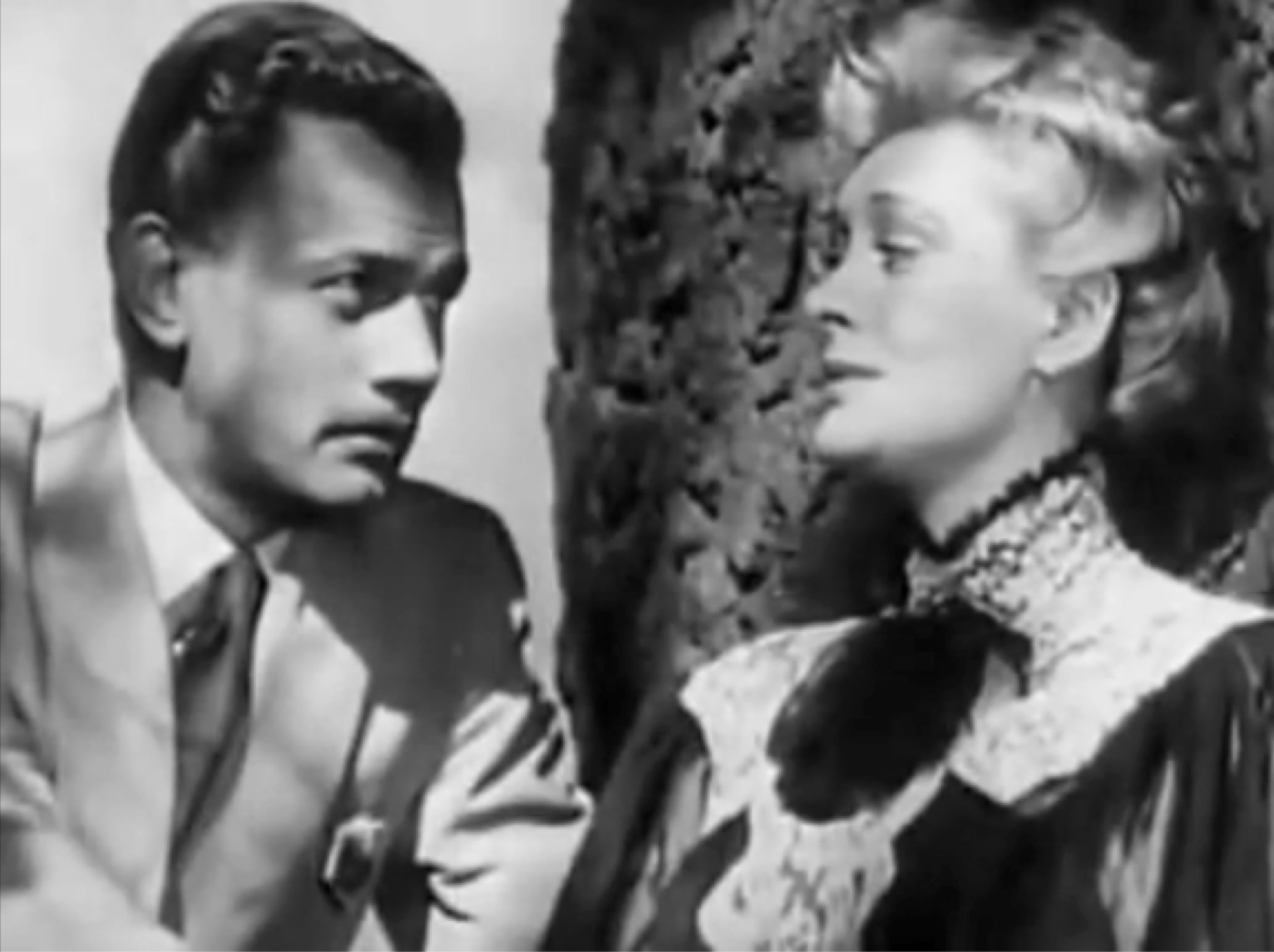
Joseph Cotten e Dolores Costello ne L'orgoglio degli Amberson (1942)

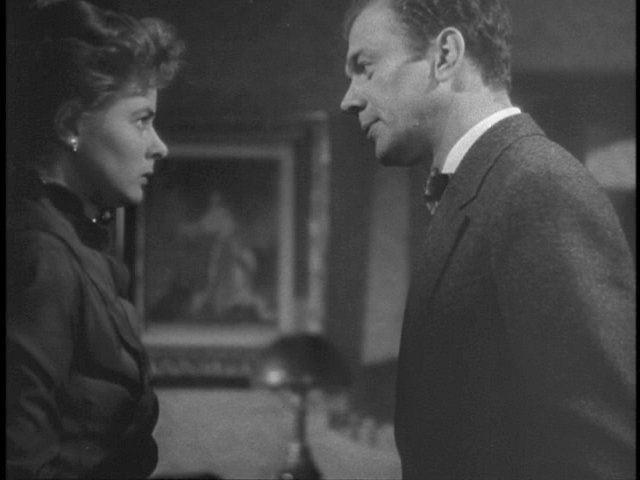
Joseph Cotten con Ingrid Bergman in Angoscia di George Cukor (1944)

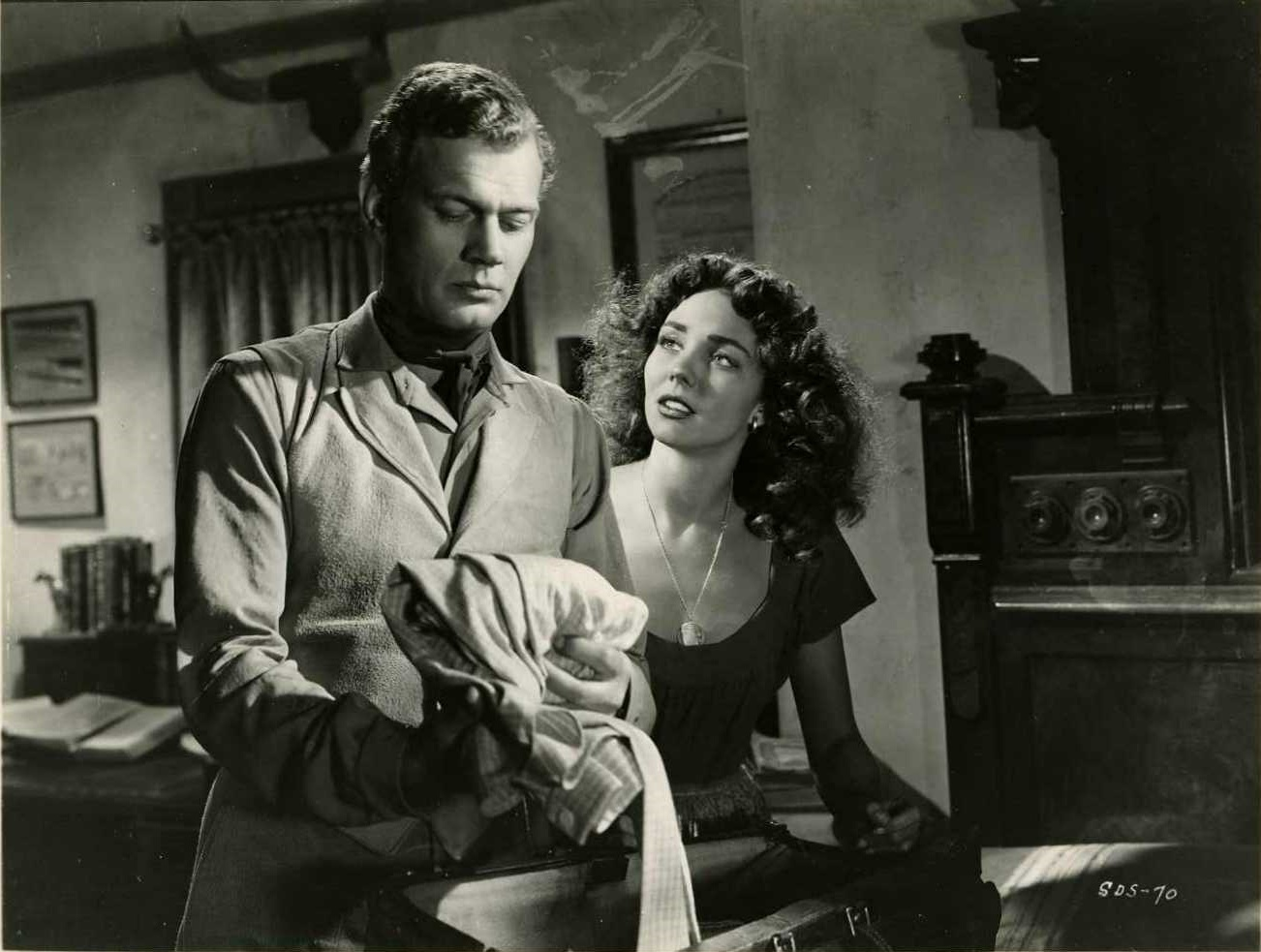
Joseph Cotten e Jennifer Jones in Duello al sole (1946)

Joseph Cotten ne Gli uomini dal passo pesante (1965)

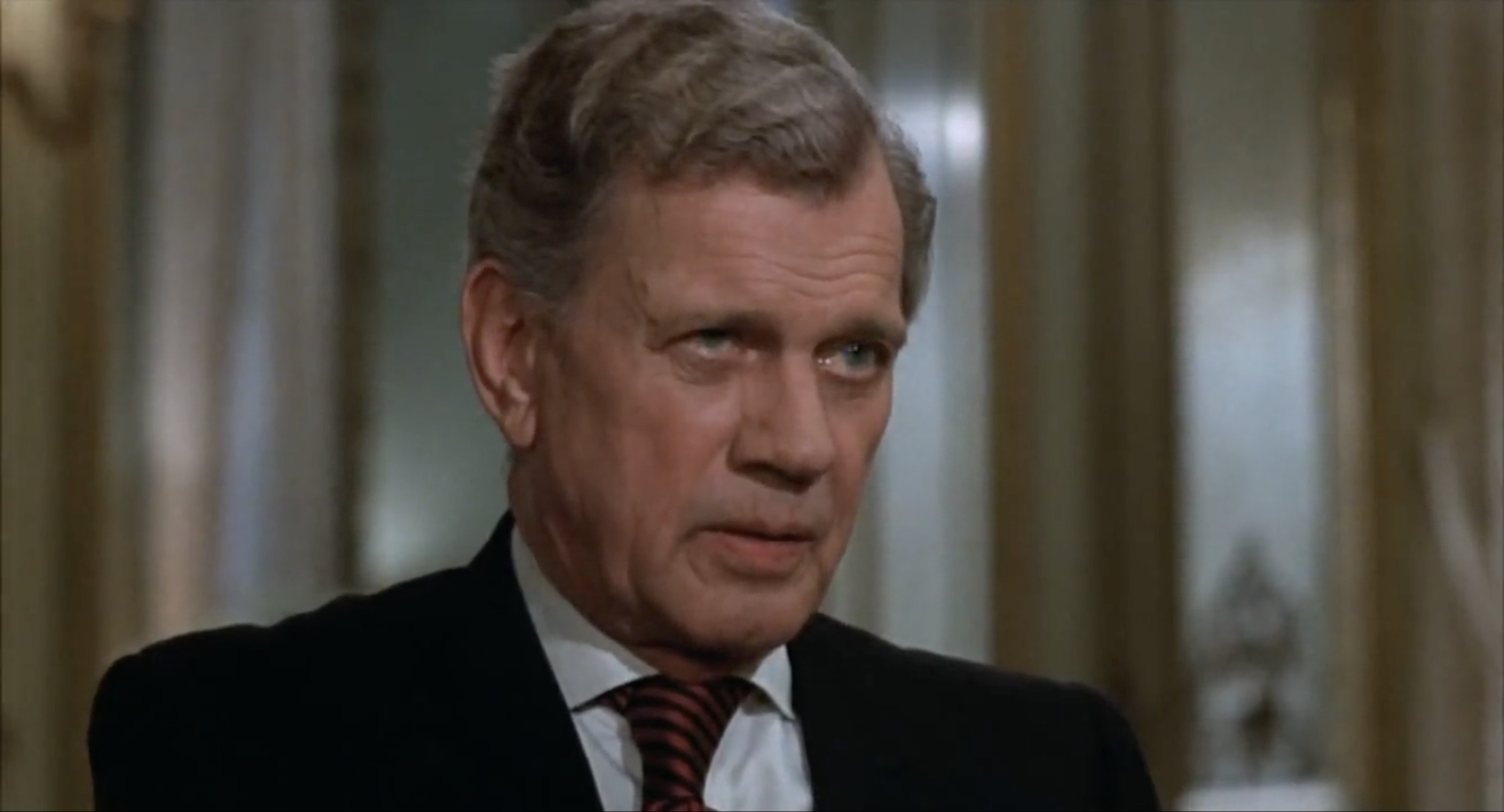
Joseph Cotten ne Lo scopone scientifico (1972)

- Too Much Johnson, regia di Orson Welles (1938)
- Quarto potere (Citizen Kane), regia di Orson Welles (1941)
- Lydia, regia di Julien Duvivier (1941)
- L'orgoglio degli Amberson (The Magnificent Amberson), regia di Orson Welles (1942)
- Terrore sul Mar Nero (Journey into Fear), regia di Orson Welles e Norman Foster (1943)
- L'ombra del dubbio (Shadow of a Doubt), regia di Alfred Hitchcock (1943)
- Tua per sempre (Hers to Hold), regia di Frank Ryan (1943)
- Angoscia (Gaslight), regia di George Cukor (1944)
- Da quando te ne andasti (Since You Went Away), regia di John Cromwell (1944)
- Al tuo ritorno (I'll Be Seeing You), regia di William Dieterle (1944)
- Gli amanti del sogno (Love Letters), regia di William Dieterle (1945)
- Duello al sole (Duel in the Sun), regia di King Vidor (1946)
- La moglie celebre (The Farmer's Daughter), regia di Henry C. Potter (1947)
- Il ritratto di Jennie (Portrait of Jennie), regia di William Dieterle (1948)
- Il terzo uomo (The Third Man), regia di Carol Reed (1949)
- Il peccato di Lady Considine (Under Capricorn), regia di Alfred Hitchcock (1949)
- Peccato (Beyond the Forest), regia di King Vidor (1949)
- Accadde in settembre (September Affair), regia di William Dieterle (1950)
- Due bandiere all'ovest (Two Flags West), regia di Robert Wise (1950)
- Ormai ti amo (Walk Softly, Stranger), regia di Robert Stevenson (1950)
- Mi svegliai signora (Half Angel), regia di Richard Sale (1951)
- L'espresso di Pechino (Peking Express), regia di William Dieterle (1951)
- La casa del corvo (The Man with a Cloak), regia di Fletcher Markle (1951)
- La frontiera indomita (Untamed Frontier), regia di Hugo Fregonese (1952)
- La morsa d'acciaio (The Steel Trap), regia di Andrew L. Stone (1952)
- Niagara, regia di Henry Hathaway (1953)
- Assassinio premeditato (A Blueprint for Murder), regia di Andrew L. Stone (1953)
- L'adorabile creatura (Von Himmel gefallen), regia di John Brahm (1955)
- Il fondo della bottiglia (The Bottom of the Bottle), regia di Henry Hathaway (1956)
- L'assassino è perduto (The Killer Is Loose), regia di Budd Boetticher (1956)
- Il marchio dell'odio (The Hallyday Brand), regia di Joseph H. Lewis (1957)
- Dalla Terra alla Luna (From the Earth to the Moon), regia di Byron Haskin (1958)
- La sposa bella (The Angel Wore Red), regia di Nunnally Johnson (1960)
- L'occhio caldo del cielo (The Last Sunset), regia di Robert Aldrich (1961)
- Piano... piano, dolce Carlotta (Hush Hush, Sweet Charlotte), regia di Robert Aldrich (1964)
- Il massacro dei Sioux (The Great Sioux Massacre), regia di Sidney Salkow (1965)
- La trappola mortale (The Money Trap), regia di Burt Kennedy (1965)
- Gli uomini dal passo pesante, regia di Albert Band e Mario Sequi (1965)
- Tramonto di un idolo (The Oscar), regia di Russell Rouse (1966)
- Brighty of the Grand Canyon, regia di Norman Foster (1966)
- I crudeli, regia di Sergio Corbucci (1967)
- Some May Live, regia di Vernon Sewell (1967)
- La gang dei diamanti (Jack of Diamonds), regia di Don Taylor (1967)
- Petulia, regia di Richard Lester (1968)
- ...e venne l'ora della vendetta (Comanche blanco), regia di José Briz Méndez (1968)
- Gangsters '70, regia di Mino Guerrini (1968)
- Latitudine zero (Ido zero daisakusen), regia di Ishirō Honda (1969)
- La cavalletta (The Grasshopper), regia di Jerry Paris (1969)
- Tora! Tora! Tora!, regia di Richard Fleischer (1970)
- L'abominevole dottor Phibes (The Abominable Dr. Phibes), regia di Robert Fuest (1971)
- Lady Frankenstein, regia di Mel Welles (1971)
- Gli orrori del castello di Norimberga, regia di Mario Bava (1972)
- Lo scopone scientifico, regia di Luigi Comencini (1972)
- 2022: i sopravvissuti (Soylent Green), regia di Richard Fleischer (1973)
- Un equilibrio delicato (A Delicate Balance), regia di Tony Richardson (1973)
- Il giustiziere sfida la città, regia di Umberto Lenzi (1975)
- Un sussurro nel buio, regia di Marcello Aliprandi (1976)
- Ultimi bagliori di un crepuscolo (Twilight's Last Gleaming), regia di Robert Aldrich (1976)
- Airport '77, regia di Jerry Jameson (1977)
- CIA contro KGB (L'ordre et la sécurité du monde), regia di Claude d'Anna (1978)
- Caravans, regia di James Fargo (1978)
- Indagine su un delitto perfetto, regia di Giuseppe Rosati (1978)
- L'isola degli uomini pesce, regia di Sergio Martino (1979)
- Concorde Affaire '79, regia di Ruggero Deodato (1979)
- Il massacro della Guyana (Guyana: Crime of the Century), regia di René Cardona Jr. (1979)
- Incubo infernale (The Hearse), regia di George Bowers (1980)
- I cancelli del cielo (Heaven's Gate), regia di Michael Cimino (1980)
- Delusion, regia di Alan Beattie (1981)
- Survivor - L'aereo maledetto (The Survivor), regia di David Hemmings (1981)

### Televisione
- General Electric Theater – serie TV, episodi 3x04-4x30-5x05 (1954-1956)
- Alfred Hitchcock presenta (Alfred Hitchcock Presents) – serie TV, episodio 1x07 (1955)
- Celebrity Playhouse – serie TV, episodio 1x03 (1955)
- Telephone Time – serie TV, episodio 3x06 (1957)
- Westinghouse Desilu Playhouse – serie TV, episodio 2x02 (1959)
- June Allyson Show (The DuPont Show with June Allyson) – serie TV, episodi 1x25-2x03 (1960)
- Scacco matto (Checkmate) – serie TV, episodio 1x05 (1960)
- Bus Stop – serie TV, episodio 1x07 (1961)
- Indirizzo permanente (77 Sunset Strip) – serie TV, episodio 6x09 (1963)
- La grande avventura (The Great Adventure) – serie TV, episodi 1x02-1x03 (1963)
- Cimarron Strip – serie TV, episodio 1x09 (1967)
- Il virginiano (The Virginian) – serie TV, episodi 8x19-9x06 (1970)
- La città degli acquanauti (City Beneath the Sea), regia di Irwin Allen – film TV (1971)
- Qualcuno chiede aiuto (The Screaming Woman), regia di Jack Smight – film TV (1972)
- Le strade di San Francisco (The Streets of San Francisco) – serie TV, episodio 1x17 (1973)
- La figlia del diavolo (The Devil's Daughter), regia di Jeannot Szwarc – film TV (1973)
- Agenzia Rockford (The Rockford Files) – serie TV, 1 episodio (1974)
- Il caso Lindbergh (The Lindbergh Kidnapping Case), regia di Buzz Kulik – film TV (1976)
- Alle origini della mafia, regia di Enzo Muzii – miniserie TV (1976)
- Nel tunnel dei misteri con Nancy Drew e gli Hardy Boys (The Hardy Boys/Nancy Drew Mysteries) – serie TV, 1 episodio (1978)
- Fantasilandia (Fantasy Island) – serie TV, 2 episodi (1978)
- Il brivido dell'imprevisto (Tales of the Unexpected) – serie TV, 2 episodi (1979-1980)
- Love Boat (The Love Boat) – serie TV, 1 episodio (1981)

## Riconoscimenti
- Mostra internazionale d'arte cinematografica
  - 1949 – Coppa Volpi per la migliore interpretazione maschile per Il ritratto di Jennie

## Doppiatori italiani
- Emilio Cigoli in L'ombra del dubbio, Tua per sempre, Da quando te ne andasti, Al tuo ritorno, Gli amanti del sogno, Il ritratto di Jennie, Il peccato di Lady Considine, Peccato, Accadde in settembre, Ormai ti amo, Mi svegliai signora, L'espresso di Pechino, La frontiera indomita, La morsa d'acciaio, Niagara, Assassinio premeditato, Il fondo della bottiglia, L'assassino è perduto, Il marchio dell'odio, La sposa bella, L'occhio caldo del cielo, Piano... piano, dolce Carlotta, Gli uomini dal passo pesante, La trappola mortale, I crudeli, Latitudine zero
- Pino Locchi in L'orgoglio degli Amberson (ridoppiaggio), Il peccato di Lady Considine (ridoppiaggio), Gangsters '70, Le strade di San Francisco, Il giustiziere sfida la città, Il brivido dell'imprevisto
- Giulio Panicali in L'orgoglio degli Amberson, Terrore sul Mar Nero, Duello al sole, Il terzo uomo
- Sergio Graziani in Tora! Tora! Tora!, Indagine su un delitto perfetto, L'isola degli uomini pesce
- Mario Feliciani in Petulia, L'abominevole Dr. Phibes, Lady Frankenstein
- Bruno Persa in Gli orrori del castello di Norimberga, Airport '77
- Mario Pisu in Angoscia
- Gualtiero De Angelis in La moglie celebre
- Giorgio Capecchi in Due bandiere all'ovest
- Sandro Ruffini in La casa del corvo
- Sergio Rossi in Dalla Terra alla Luna
- Antonio Pierfederici in F come falso
- Giorgio Piazza in Concorde affaire 79
- Renato Turi in Quarto potere (ridoppiaggio)
- Guido De Salvi in Terrore sul Mar Nero (ridoppiaggio)
- Giacomo Piperno in Angoscia (ridoppiaggio)